# Prachtlibellen (familie)
De prachtlibellen (Macromiidae) zijn een familie van echte libellen (Anisoptera), een van de drie onderordes der Odonata (libellen). Door sommige auteurs zoals William Forsell Kirby wordt de familie als een onderfamilie, Macromiinae, van de glanslibellen (Corduliidae) gezien.
De familie telt 4 beschreven geslachten en 123 soorten. Slechts een van die soorten, de prachtlibel (Macromia splendens), komt voor in Europa.
De vrouwtjes uit deze familie hebben geen ovipositor onder aan hun buik. Ze leggen hun eitjes in het water en er komen geen mannetjes aan te pas.

## Taxonomie
De familie van Macromiidae omvat de volgende geslachten:
- Didymops Rambur, 1842
- Epophthalmia Burmeister, 1839
- Macromia Rambur, 1842 Prachtlibellen
- Phyllomacromia Selys, 1878